# 아이돌 메모리즈
《아이돌 메모리즈》(일본어: アイドルメモリーズ)는 세븐 아크스 픽쳐스가 제작한 일본의 애니메이션이다. 중국의 게임 회사인 해피 엘리먼츠에 의해 일본에서 제작했다.